# El Naranjal, Tantoyuca
El Naranjal är en ort i Mexiko.   Den ligger i kommunen Tantoyuca och delstaten Veracruz, i den sydöstra delen av landet, 240 km norr om huvudstaden Mexico City. El Naranjal ligger 140 meter över havet och antalet invånare är 440.
Terrängen runt El Naranjal är platt. Runt El Naranjal är det ganska tätbefolkat, med 72 invånare per kvadratkilometer. Närmaste större samhälle är Tantoyuca, 7,7 km söder om El Naranjal. Trakten runt El Naranjal består till största delen av jordbruksmark.